# Thenewno2
Thenewno2 ist eine Alternative-Rock-Band aus London, gegründet von Dhani Harrison – dem Sohn von George Harrison – und Oliver Hecks im Jahr 2006. Bis jetzt wurden zwei EPs, zwei Studioalben und ein Soundtrack veröffentlicht.

## Geschichte
Thenewno2 wurde im Jahr 2006 gegründet, nachdem Harrison und Hecks schon 2001 musikalisch miteinander kooperiert hatten. Sie wählten den Namen aus, da er eine Anspielung auf die britische Kultserie The Prisoner war. Nachdem sie 2006 die erste EP EP001 veröffentlichten, blieb es lange ruhig um die Band. Erst 2009 erschien das erste Studioalbum you are here. Im Jahr 2010 wurde das Sideprojekt Fistful of Mercy ins Leben gerufen, das vom Musikstil mehr in Richtung Folk Rock geht. Es folgte 2011 eine zweite EP – in Anlehnung an die Erste EP002 betitelt – und 2012 das zweite Full-Length-Album thefearofmissingout. Ebenfalls schrieb die Band den Soundtrack zum Film Beautiful Creatures, der 2012 veröffentlicht wurde.

## Diskografie
- 2006: EP001
- 2008: you are here
- 2011: EP002
- 2012: thefearofmissingout
- 2013: Beautiful Creatures O.S.T.